# Municipio Ancoraimes
Das Municipio Ancoraimes liegt im Departamento La Paz im südamerikanischen Anden-Staat Bolivien.

## Lage im Nahraum
Das Municipio Ancoraimes ist eines von sechs Municipios der Provinz Omasuyos und liegt im westlichen Teil der Provinz. Es grenzt im Westen an die Provinz Eliodoro Camacho, im Süden an den Titicacasee, im Osten an das Municipio Achacachi, im Nordosten an die Provinz Larecaja und im Norden an die Provinz Muñecas.
Das Municipio hat 88 Ortschaften (localidades), der zentrale Ort des Municipios ist Ancoraimes mit 592 Einwohnern im südwestlichen Teil des Municipios. (Volkszählung 2012)

## Geographie
Das Municipio Ancoraimes liegt auf dem bolivianischen Altiplano am Ostufer des Titicacasees auf einer mittleren Höhe von 3900 m zwischen den Anden-Gebirgsketten der Cordillera Occidental im Westen und der Cordillera Central im Osten.
Die mittlere Durchschnittstemperatur des Municipio liegt bei 9 °C (siehe Klimadiagramm Batallas), der Jahresniederschlag beträgt etwa 600 mm. Die Region weist ein ausgeprägtes Tageszeitenklima auf, die Monatsdurchschnittstemperaturen schwanken nur unwesentlich zwischen 6 °C im Juli und 10 °C im Dezember, die Monatsniederschläge liegen zwischen unter 10 mm in den Monaten Juni und Juli und etwa 100 mm von Dezember bis Februar.

## Bevölkerung
Die Einwohnerzahl des Municipio Ancoraimes war zwischen 1992 und 2024 deutlichen Schwankungen unterlegen:
| Jahr | Einwohner | Quelle       |
| ---- | --------- | ------------ |
| 1992 | 13.653    | Volkszählung |
| 2001 | 15.199    | Volkszählung |
| 2012 | 13.136    | Volkszählung |
| 2024 | 16.900    | Volkszählung |

Das Municipio hatte bei der letzten Volkszählung von 2024 eine Bevölkerungsdichte von 66 Einwohnern/km², die Lebenserwartung der Neugeborenen im Jahr 2001 lag bei 60,6 Jahren, die Säuglingssterblichkeit war von 11,4 Prozent (1992) auf 7,1 Prozent im Jahr 2001 gesunken.
Der Alphabetisierungsgrad bei den über 19-Jährigen beträgt 65,3 Prozent, und zwar 84,8 Prozent bei Männern und 48,1 Prozent bei Frauen (2001).
50,0 Prozent der Bevölkerung sprechen Spanisch, 98,5 Prozent sprechen Aymara, und 0,1 Prozent Quechua. (2001)
79,6 Prozent der Bevölkerung haben keinen Zugang zu Elektrizität, 88,8 Prozent leben ohne sanitäre Einrichtung (2001).
54,5 Prozent der 4.580 Haushalte besitzen ein Radio, 6,0 Prozent einen Fernseher, 33,8 Prozent ein Fahrrad, 0,8 Prozent ein Motorrad, 0,7 Prozent ein Auto, 0,2 Prozent einen Kühlschrank, 0,3 Prozent ein Telefon. (2001)

## Politik
Ergebnis der Regionalwahlen (concejales del municipio) vom 4. April 2010:
| Wahlberechtigte |  | Stimmen | gültig |  | SFSUTC-A-TK | MAS-IPSP | M.A.C.C.A. | MSM   |
| --------------- |  | ------- | ------ |  | ----------- | -------- | ---------- | ----- |
| 6.629           |  | 6.147   | 4.738  |  | 1.979       | 1.702    | 900        | 157   |
|                 |  | 92,7 %  | 77,1 % |  | 41,8 %      | 35,9 %   | 19,0 %     | 3,3 % |

Ergebnis der Regionalwahlen (elecciones de autoridades políticas) vom 7. März 2021:
| Wahl- berechtigte |  | Wahl- beteiligung | gültige Stimmen |  | J.A.LLALLA.L.P. | MAS-IPSP | MTS    | PDC    | PBCSP  | ASP    | SOL.BO |
| ----------------- |  | ----------------- | --------------- |  | --------------- | -------- | ------ | ------ | ------ | ------ | ------ |
| 7.161             |  | 6.592             | 5.531           |  | 2.636           | 1.899    | 231    | 166    | 136    | 112    | 89     |
|                   |  | 92,05 %           | 83,90 %         |  | 47,66 %         | 34,33 %  | 4,18 % | 3,00 % | 2,46 % | 2,02 % | 1,61 % |

## Gliederung
Das Municipio untergliederte sich bei der letzten Volkszählung von 2012 in die folgenden sechs Kantone (cantones):
- 02-0202-01 Kanton Ancoraimes – 23 Gemeinden – 3.655 Einwohner (Volkszählung 2012)
- 02-0202-02 Kanton Villa Macamaca – 13 Gemeinden – 2.063 Einwohner
- 02-0202-03 Kanton Cheje Pampa – 16 Gemeinden – 2.065 Einwohner
- 02-0202-04 Kanton Sotalaya – 11 Gemeinden – 1.852 Einwohner
- 02-0202-05 Kanton Cajiata – 13 Gemeinden – 2.019 Einwohner
- 02-0202-06 Kanton Chijñapata-Chiñaja – 12 Gemeinden – 1.482 Einwohner

## Ortschaften im Municipio Ancoraimes
- Kanton Ancoraimes
  - Ancoraimes 592 Einw.

- Kanton Villa Macamaca
  - Maca Maca 159 Einw.

- Kanton Cheje Pampa
  - Corpa Grande 343 Einw. – Chejepampa Centro 162 Einw.

- Kanton Sotalaya
  - Sotalaya Centro 384 Einw.

- Kanton Cajiata
  - Cajiata Centro 77 Einw.

- Chijñapata-Chiñaja
  - Inca Caturapi 337 Einw. – Chiñaja 193 Einw. – Chojñapata 178 Einw.